# Genealogia de Jesus

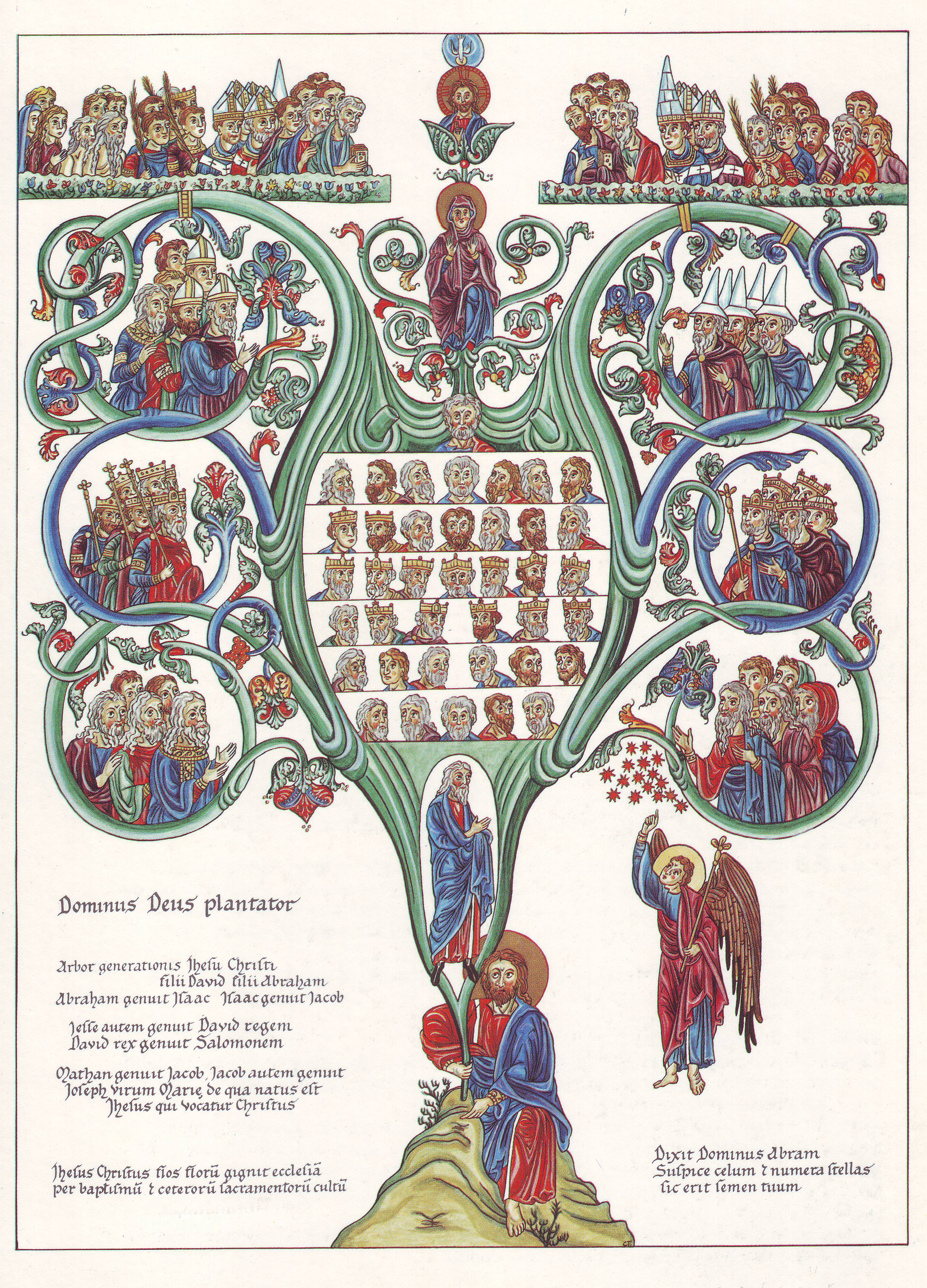
Árvore genealógica de Jesus, iluminura no Hortus Deliciarum

A genealogia de Jesus está relatada em dois dos quatro Evangelhos, Mateus e Lucas. Estes relatos são substancialmente diferentes. Várias explicações têm sido sugeridas e tornou-se tradicional desde, pelo menos, 1490 pressupor que a genealogia dada por Lucas é traçada através de Maria e que a Mateus o fez através de José.
Os acadêmicos modernos geralmente veem as genealogias como construções teológicas. Mais especificamente, sugere-se que as genealogias foram narradas com o objetivo de mostrar e destacar o nascimento de uma criança com linhagem real.
Mateus menciona sinteticamente um total de 46 antepassados que teriam vivido até uns dois mil anos antes de Jesus, começando por Abraão. Em seu relato, o apóstolo cita não somente heróis da fé, mas também menciona os nomes das mulheres estrangeiras que fizeram parte da genealogia tanto de Jesus quanto de Davi, que no caso foram Rute, Raabe e Tamar. Também não omite os nomes de homens perversos como Manassés e Abias, ou de pessoas que não alcançaram destaque nas Escrituras. Divide então a genealogia de Jesus em três grupos de catorze gerações: de Abraão até Davi, de Davi até o cativeiro babilônico, ocorrido em 586 a.C., e do exílio judaico até Jesus.
Lucas, por sua vez, aborda a genealogia de Jesus retrocedendo continuamente até Adão, talvez com o objetivo de mostrar um lado mais humano de Jesus. E, superando Mateus, Lucas fornece um número maior de antepassados de Jesus. Esta genealogia é considerada por alguns acadêmicos como sendo a genealogia de Maria, sendo assim a genealogia materna de Jesus, o que explicaria parte das diferenças entre esta e a genealogia apresentada por Mateus.

## Segundo Mateus

### Narrativa
Os Evangelhos foram escritos com uma finalidade teológica, no entanto, podem ser considerados livros históricos. É notório que existe uma perspectiva histórica por parte de Mateus que é evidenciada na própria citação da genealogia. Como um judeu comum, Mateus  deveria ter informações sociais da vida histórica dos antepassados judeus através do meio mais comum entre eles: a informação repassada de pai para filhos. Um outro objetivo seria o de alentar as comunidades cristãs nascentes e de consolidar a nova mensagem que distinguia dos judeus, mas sem romper com a tradição judaica, e distinguia-os dos outros povos, chamados "pagãos".
A genealogia de Jesus, conforme descritas nos evangelhos, tem o intento de dar legitimidade à sua pessoa e aos seus ensinamentos, proclamando que Jesus era aquele esperado e anunciado no AT e fruto da intervenção celestial. Portanto, trata-se de uma mensagem teológica, e também histórica, que os evangelhos querem passar.
1. Livro da geração de Jesus Cristo, filho de Davi, filho de Abraão.
2. Abraão gerou a Isaque; Isaque gerou a Jacó (ou Israel); Jacó gerou a Judá e a seus irmãos (cada irmão representa uma das 12 tribos de Israel, dentre elas Judá e Levi - e, desta última, Moisés é descendente);
3. Judá gerou de Tamar a Perez e a Zara; Perez gerou a Esrom; Esrom gerou a Arão;
4. Arão gerou a Aminadabe; Aminadabe gerou a Naassom; Naassom gerou a Salmom;
5. Salmom gerou de Raabe a Boaz; Boaz gerou de Rute a Obede; Obede gerou a Jessé,
6. Jessé gerou ao rei David. David gerou a Salomão daquela que fora mulher de Urias;
7. Salomão gerou a Roboão; Roboão gerou a Abias; Abias gerou a Asa;
8. Asa gerou a Josafá; Josafá gerou a Jorão; Jorão gerou a Uzias;
9. Uzias gerou a Jotão; Jotão gerou a Acaz; Acaz gerou a Ezequias
10. Ezequias gerou a Manassés; Manassés gerou a Amom; Amom gerou a Josias,
11. e Josias gerou a Jeconias e a seus irmãos no tempo do exílio em Babilônia.
12. Depois do exílio em Babilônia, Jeconias gerou a Salatiel; Salatiel gerou a Zorobabel;
13. Zorobabel gerou a Abiúde; Abiúde gerou a Eliaquim; Eliaquim gerou a Azor;
14. Azor gerou a Sadoque; Sadoque gerou a Aquim; Aquim gerou a Eliúde;
15. Eliúde gerou a Eleazar; Eleazar gerou a Matã; Matã gerou a Jacó,
16. e Jacó gerou a José, esposo de Maria, da qual nasceu Jesus, que se chama Cristo.
17. Assim todas as gerações desde Abraão até Davi são catorze gerações; também desde David até o exílio em Babilônia, catorze gerações; e desde o exílio em Babilônia até o Cristo, catorze gerações.

FonteS:Tradução Brasileira da Bíblia/Mateus/I

### Interpretação
No primeiro versículo, é usada a expressão Filho de Davi, que é um título messiânico. Mais de 400 anos tinham se passado desde as ultimas profecias do AT, Judeus fiéis espalhados pelo mundo esperavam o Messias. Tanto Maria quanto José pertenciam à casa de Davi. As profecias do Antigo Testamento afirmavam que o Messias nasceria de uma mulher (Gn 3:15), da descendência de
Abraão (Gn 22:18), pela Tribo de Judá (Gn 49:10) e da família de Davi (2 Sm 7: 12, 13).
Em Mateus, quatro mulheres são mencionadas: Tamar, Raabe, Rute e Bate-Seba(Citada como cuja mãe tinha sido mulher de Urias). Destas pelo menos 3 eram gentias (Tamar, Raabe e Rute). Isso era fora do costume, talvez tenha feito indicando que Deus não se limita aos israelitas, mas estende seu plano de salvação a todos os povos.
Mateus subtendeu algumas gerações, (exemplo: Acazias, Joás e Amazias - 2Cr 21.4-26.23) quando no versículo 8 diz que Jorão gerou Uzias, ele estava utilizando gerou no sentido de "foi antepassado de". É provável que tenha feito isso a fim de apresentar um
sumário sistemático de três períodos na história de Israel (A Monarquia, o Cativeiro e o Messias), cada um com catorze gerações. O valor numérico das letras em hebraico para "Davi" é igual a catorze. Talvez Mateus tenha usado essa abordagem a fim de ajudar seus leitores a memorizar essa lista complicada.
Mateus não diz que José gerou Jesus, mas somente que era o marido de Maria e que Jesus nasceu dela, sendo assim juridicamente descendente de Davi.

## Segundo Lucas

### Narrativa
| “ | «Ora o mesmo Jesus, ao começar o seu ministério, tinha cerca de trinta anos, sendo filho (como se julgava) de José, filho de Heli, filho de Matã, filho de Levi, filho de Melqui, filho de Janai, filho de José, filho de Matatias, filho de Amós, filho de Naum, filho de Esli, filho de Nagai, filho de Máate, filho de Matatias, filho de Semei, filho de José, filho de Jodá, filho de Joanã, filho de Resá, filho de Zorobabel, filho de Salatiel, filho de Neri, filho de Melqui, filho de Adi, filho de Cosã, filho de Elmadã, filho de Er, filho de Josué, filho de Eliézer, filho de Jorim, filho de Matã, filho de Levi, filho de Simeão, filho de Judá, filho de José, filho de Jonã, filho de Eliaquim, filho de Meleá, filho de Mená, filho de Matatá, filho de Natã, filho de Davi, filho de Jessé, filho de Obede, filho de Boaz, filho de Salá, filho de Naassom, filho de Aminadabe, filho de Arni, filho de Esrom, filho de Peres, filho de Judá, filho de Jacó, filho de Isaque, filho de Abraão, filho de Terá, filho de Naor, filho de Serugue, filho de Reú, filho de Pelegue, filho de Éber, filho de Selá, filho de Cainã, filho de Arpachade, filho de Sem, filho de Noé, filho de Lameque, filho de Matusalém, filho de Enoque, filho de Jarede, filho de Maleleel, filho de Cainã, filho de Enos, filho de Sete, filho de Adão, filho de Deus.» (Lucas 3:23–38) | ” |

| 1. Deus 2. Adão 3. Sete 4. Enos 5. Cainã 6. Maleleel 7. Jarede 8. Enoque 9. Matusalém 10. Lameque 11. Noé 12. Sem 13. Arpachade 14. Cainan | 1. Sala 2. Éber 3. Pelegue 4. Reú 5. Serugue 6. Naor 7. Terá 8. Abraão 9. Isaque 10. Jacó 11. Judá 12. Perez 13. Esrom 14. Arão | 1. Aminadabe 2. Naassom 3. Salmom 4. Boaz 5. Obed 6. Jessé 7. David 8. Natã 9. Mattatha 10. Menan 11. Melea 12. Eliakim 13. Jonam 14. Joseph | 1. Judah 2. Simeon 3. Levi 4. Matthat 5. Jorim 6. Eliezer 7. Jose 8. Er 9. Elmodam 10. Cosam 11. Addi 12. Melchi 13. Neri 14. Salathiel | 1. Zorobabel 2. Rhesa 3. Joannan 4. Juda 5. Joseph 6. Semei 7. Mattathias 8. Maath 9. Nagge 10. Esli 11. Naum 12. Amos 13. Mattathias 14. Joseph | 1. Jannai 2. Melchi 3. Levi 4. Matthat 5. Heli 6. José 7. Jesus |

### Interpretação
A genealogia contada a partir da semente de uma mulher não era comum na época. Além de trazer diferentes nomes em comparação a Mateus, pode-se olhar esta diferença de maneira profética se olharmos para a promessa de Deus quando diz que a semente da mulher esmagaria a cabeça da serpente (Gn 3:15).
No versículo 23, Lucas nos informa a idade que Jesus começou o seu ministério: trinta anos, mesma idade na qual o Levita assumia seu ministério (Nm. 4.47), pois acreditavam que com essa idade o homem se tornava maduro. Também é feito referência ao fato José não ser o pai físico de Jesus.

## Diferenças genealógicas

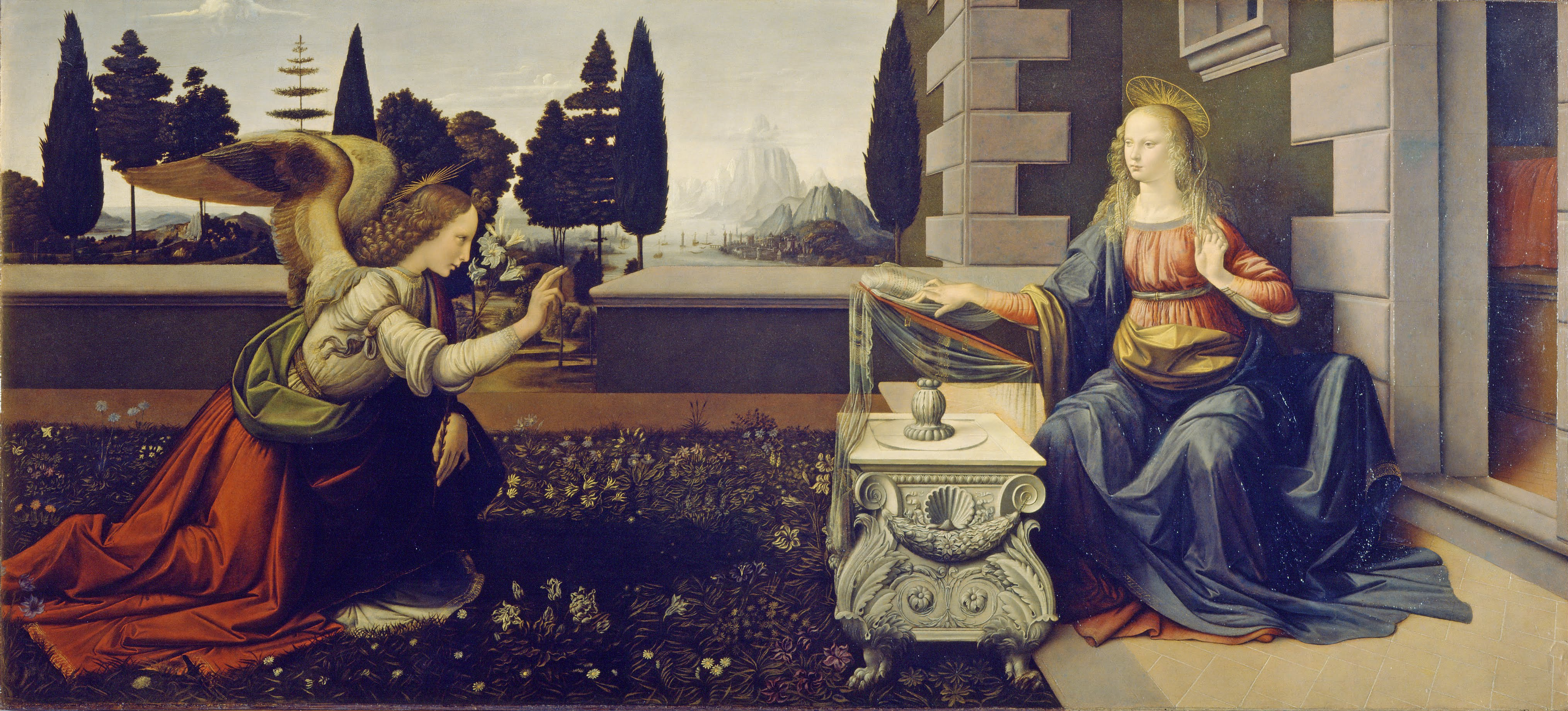
A anunciação do Anjo Gabriel a Maria, por Leonardo da Vinci, 1475, Galleria degli Uffizi, Florença.

A questão da genealogia de Jesus, dada por Mateus e Lucas, tem deixado perplexos muitos eruditos, desde o principio da igreja primitiva. A hipotese mais aceita é a que Lucas teria dado a genealogia de Maria, enquanto Mateus a de José. Essa explicação foi dada pela primeira vez por Ânio de Viterbo, no ano de 1490, um erudito católico-romano. Essa explicação foi aceita por Lutero, e também por muitos protestantes desde então. Porém não é muito aceita pelos eruditos atualmente.
As principais diferenças nas genealogias entre os dois livros são:
- Lucas enfileira 56 nomes, retrocedendo até Adão, em vez de 42 em Mateus.
- Heli aparece como pai de José, em vez de Jacó (Como diz Mateus).
- Há 7 diferenças antepassados imediatos de Zorobabel (Lucas 3:26-27).
- Neri em vez de Jeconias, aparece como pai de Salatiel (Lucas 3:27).
- A descendência de Jesus passa por Natã (Lucas 3:31), em vez de faze-lo por Salomão, como diz Mateus.
- Lucas faz retroceder a genealogia até Adão, passando por Abraão, ao passo que Mateus retrocede apenas até Abraão.

Outra teoria é de que ambos omitiram alguns nomes, sem qualquer tentativa de apresentar listas absolutamente completas, mas apenas um sumário. Há aqueles que defendem duas linhagens diferentes, uma real (Mateus) e outra simples e humana (ou sacerdotal segundo alguns eruditos). As diferenças nos nomes também podem acontecer quando por exemplo levarmos em consideração que Neri e Jeconias eram a mesma pessoa, porém chamadas nos livros por nomes diferentes. Ou ainda que Salatiel, dito filho de Neri, e Salatiel Filho de Jeconias eram pessoas diferentes com o nome em comum. Ou outra maneira que, segundo o costume da época, um morreu sem deixar herdeiros e o outro teve filho para manter a linhagem do falecido.
No Livro da Abelha, texto em língua siríaca atribuído a Salomão de Aquelate, bispo de Baçorá no século XIII, a justificativa é o levirato, o casamento com a viúva do irmão, de forma a dar descendentes ao irmão falecido: Jacó, filho de Matã, era meio-irmão, por parte de mãe, de Heli, filho de Melchi, mas como Heli morreu sem filhos, Jacó tomou a viúva por esposa, de forma que José era filho natural de Jacó, mas filho legal de Heli.

## Críticas

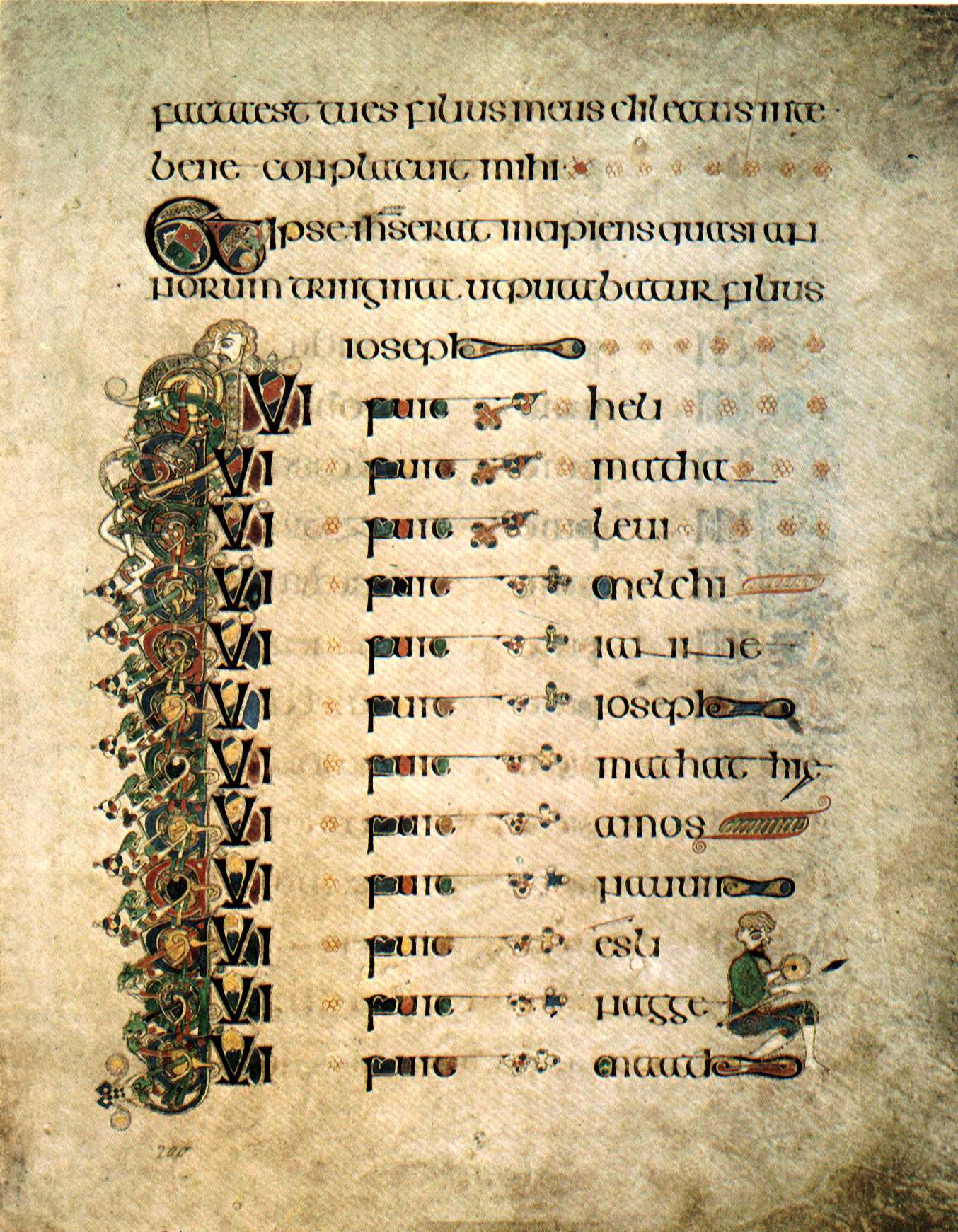
Genealogia segundo Lucas, Book of Kells.

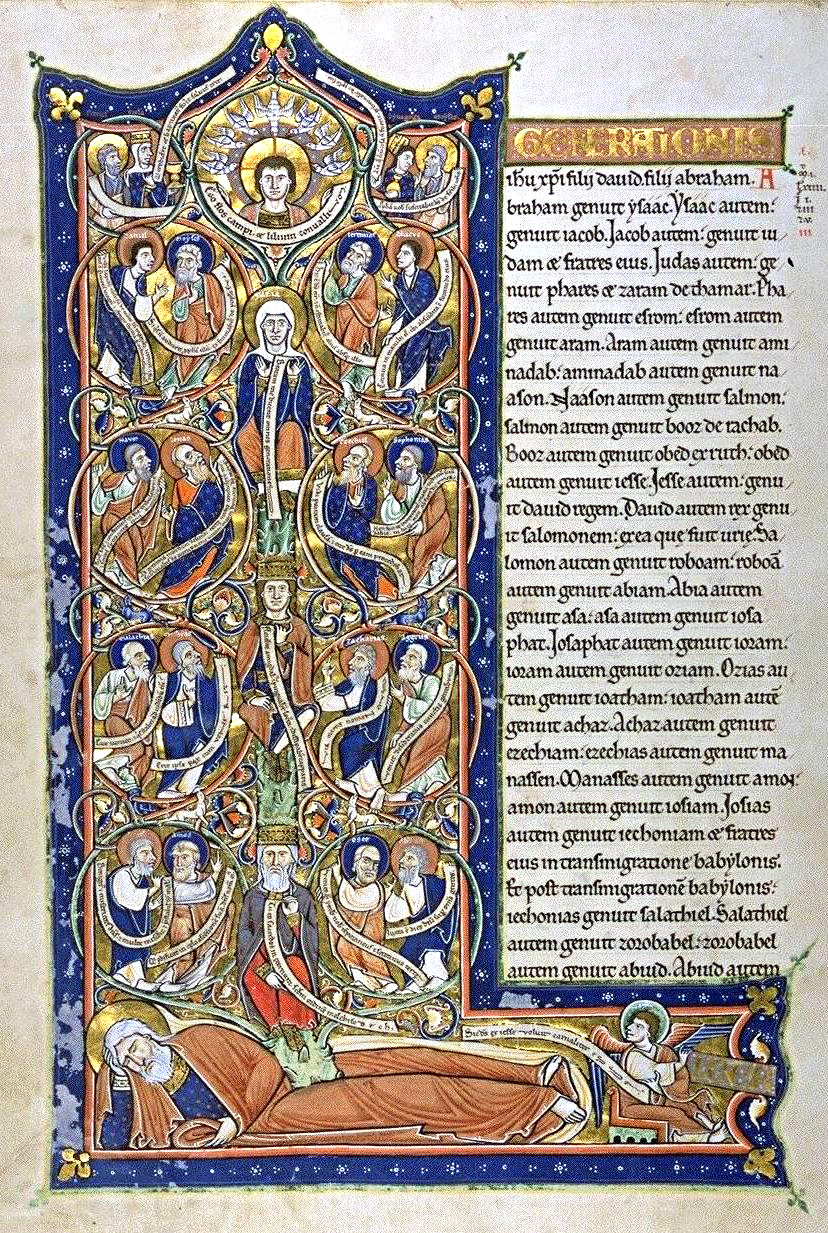
Genealogia de Jesus, segundo Mateus.

No século V ou VI, judeus não-messiânicos "ante-Evangelho" classificaram o Toledot Yeshu, (veja Mt 1: 18N; aparentemente escritas para a informação dos judeus em geral após vários séculos de perseguição da Igreja, representando Yeshua como produto de uma união ilegítima entre Maria e um soldado romano chamado Yosef ben-Pandera. Uma versão mais atenuada dessa história aparece no Talmude (Shabat 104b, Sanhedrin 67a) e na Tosefta (Chullin 2:22-23), veja Herford, Christianity in Talmud and Midrash [Cristianismo no Talmud e no Midrash].